# Dietwulf Baatz
Dietwulf Baatz (* 20. Januar 1928 in Kolberg; † 23. November 2021 in den Niederlanden) war ein deutscher Provinzialrömischer Archäologe.

## Leben
Dietwulf Baatz studierte zunächst Mathematik, Physik und Philosophie an den Universitäten Frankfurt am Main und Marburg. Nach dem Abschluss dieses Studiums wandte er sich der Archäologie zu und absolvierte ein Zweitstudium der Ur- und Frühgeschichte in Marburg. Dieses schloss er 1959 mit der Promotion ab; seine Dissertation trägt den Titel Mogontiacum. Neue Untersuchungen am römischen Legionslager in Mainz. Von Februar bis September 1960 war er für Ausgrabungen in Ladenburg (dem antiken Lopodunum) am Karlsruher Amt für Denkmalpflege angestellt. Für das Jahr 1960/1961 erhielt er das Reisestipendium des Deutschen Archäologischen Instituts (DAI). Nach Abschluss der dadurch ermöglichten Reisen nahm er zum Oktober 1961 eine Stelle als wissenschaftlicher Mitarbeiter am Saalburgmuseum an. Zum 2. Mai 1967 wurde er als Nachfolger von Hans Schönberger Direktor des Museums, das er bis zu seiner Pensionierung 1993 leitete. Baatz war ordentliches Mitglied des Deutschen Archäologischen Instituts.

## Werk
Dietwulf Baatz war ein international anerkannter Fachmann in der Limesforschung und gab unter anderem das Saalburg-Jahrbuch heraus.
Besonders wegweisend war seine Publikation zum Kastell Hesselbach am Odenwaldlimes. Die komplette Freilegung der Innenbebauung eines Numeruskastells erlaubte die analoge Rekonstruktion bei vielen anderen Kastellen dieser Art. Daneben ist die Typologie der Keramikformen des 2. Jahrhunderts n. Chr. aus Hesselbach ein wichtiges Werkzeug. Zahlreiche Formen der Grob- und Feinkeramik dieser Zeit werden nach Hesselbach benannt. Sein archäologischer Führer zum Limes in Deutschland, erstmals publiziert 1974 als Nachfolger des Limesführers von Wilhelm Schleiermacher von 1959, erschien im Jahr 2000 in einer 4. überarbeiteten Auflage. Seine prägnanten Beschreibungen archäologischer Befunde werden nicht nur in Fachkreisen geschätzt, sie ermöglichten auch zahlreichen Laien einen Einstieg in die Limesforschung.
1982 erschien die erste Auflage des Übersichtswerks Die Römer in Hessen, zu der Baatz neben der Herausgeberschaft den weitaus größten Teil der Artikel beitrug. In jüngerer Zeit hatte er sich vermehrt mit technikgeschichtlichen Themen, etwa römischer Mühlentechnik und waffentechnischen Untersuchungen befasst. Baatz war seit 1981 Honorarprofessor am Institut für Archäologische Wissenschaften (Abteilung II: Archäologie und Geschichte der Römischen Provinzen) der Universität Frankfurt. Seit 1997 war Baatz Fellow of the Society of Antiquaries of London, seit 1982 der Historischen Kommission für Hessen.

## Schriften
- Mogontiacum. Untersuchungen am römischen Legionslager in Mainz (= Limesforschungen. Band 4). Dissertation, Gebr. Mann, Berlin 1962 (online).
- Lopodunum – Ladenburg a. N. Die Grabungen im Frühjahr 1960 (= Badische Fundberichte. Sonderheft 1). Staatliches Amt für Denkmalpflege, Karlsruhe 1962.
- mit Hans Riediger: Römer und Germanen am Limes. Ein Modellthema für das 5.–7. Schuljahr (Modellthemen zur Unterrichtsvorbereitung. Band 12). Diesterweg, Frankfurt am Main u. a. 1967.
- Die Saalburg. Ein Führer durch das römische Kastell und seine Geschichte. Saalburgmuseum, Bad Homburg v. d. H. 1969 (2. Auflage 1970; 4. Auflage 1974; 6. Auflage 1979; 7. Auflage 1981; 10. Auflage 1991; 11. Auflage 1995; 13. Auflage 1997; 18. Auflage 2006).
- Kastell Hesselbach und andere Forschungen am Odenwaldlimes (= Limesforschungen. Band 12). Gebr. Mann, Berlin 1973, ISBN 3-7861-1059-X.
- Der römische Limes. Archäologische Ausflüge zwischen Rhein und Donau. Gebr. Mann, Berlin 1974, ISBN 3-7861-1064-6 (2., ergänzte Auflage, ebenda 1975, ISBN 3-7861-1064-6; 3., überarbeitete Auflage, ebenda 1993, ISBN 3-7861-1701-2; 4., völlig neu bearbeitete und erweiterte Auflage, ebenda 2000, ISBN 3-7861-2347-0).
- Die Wachttürme am Limes (= Kleine Schriften zur Kenntnis der römischen Besetzungsgeschichte Südwestdeutschlands. Nummer 15). Württembergisches Landesmuseum, Stuttgart 1976.
- als Herausgeber mit Fritz-Rudolf Herrmann: Die Römer in Hessen. Theiss, Stuttgart 1982, ISBN 3-8062-0267-2 (2., überarbeitete Auflage, ebenda 1989, ISBN 3-8062-0599-X; Lizenzausgabe, Nikol, Hamburg 2002, ISBN 3-933203-58-9).
- Bauten und Katapulte des römischen Heeres (= Mavors. Band 11). Franz Steiner, Stuttgart 1994, ISBN 3-515-06566-0.
- mit Ronald Bockius: Vegetius und die römische Flotte (= Monographien des Römisch-Germanischen Zentralmuseums. Band 39). Habelt, Bonn 1997, ISBN 3-88467-038-7.